# I Nomadi (album 1980)
I Nomadi è un album raccolta dell'omonimo gruppo, pubblicato nel 1980 dall'etichetta EMI SPECIAL

## Tracce
1. Voglio ridere
2. So che mi perdonerai
3. Non dimenticarti di me
4. Un giorno insieme
5. Ho difeso il mio amore
6. Tutto a posto
7. Io vagabondo
8. Un pugno di sabbia
9. Crescerai
10. Mille e una sera
11. Mai come lei nessuna
12. E vorrei che fosse